# Kasteel van Niepołomice
Het Kasteel van Niepołomice is een gotisch kasteel uit het midden van de 14e eeuw. Het kasteel is gelegen in Niepołomice in het woiwodschap Klein-Polen, in het zuiden van het land. Het werd later herbouwd in renaissancestijl. Het kasteel staat ook wel bekend als de "kleine Wawel".

## Geschiedenis
Het kasteel werd gebouwd in opdracht van koning Casimir III van Polen op de helling van de Wisła. De hoofdreden voor de bouw van het kasteel was dat de koninklijke familie zich hier dan zou kunnen terugtrekken tijdens het jachtseizoen. Deze jachten hadden dan plaats in de bossen in de omgeving van het kasteel. Ooit bestond het kasteel uit drie torens, gebouwen in het oostelijke en zuidelijke deel van het kasteel en een ommuurd binnenhof. Sigismund I van Polen liet vervolgens het hele kasteel herbouwen. Hierdoor veranderde ook de vorm van het kasteel. Het bestond nu uit een rechthoekig gebouw met een binnenplein in het midden. De tuinen van koningin Bona Sforza situeerden zich op de zuidflank. In 1550 verwoestte een grote brand de oostelijke en noordelijke vleugel. De herstellingswerken duurden van 1551 tot 1568 en waren gecoördineerd door Tomasz Grzymała en de Pools-Italiaanse beeldhouwer Santi Gucci.
Sinds het einde van de 16e eeuw veranderde het kasteel verscheidene keren van eigenaar. Zo was het eerst in handen van de familie Curyło, vervolgens van de familie Branicki om uiteindelijk toe te behoren tot de familie Lubomirski. Op dat moment was er behalve aan de plafonds en aan de kachels aan het interieur van het kasteel nog maar weinig veranderd. De bouw van een binnenhof met arcades startte in 1635 en werd voltooid in 1637. De Zweeds-Brandenburgse invasie van 1655 betekende het einde van de praal van het kasteel. Tijdens de bezetting werd het getransformeerd naar een opslagplaats voor voedsel. In de 18e eeuw werd het gekocht door koning August II van Polen en August III van Polen. De renovatie van de voormalige koninklijke residentie begon in 1991, toen het in handen kwam van de gemeente Niepołomice.